# Sint-Gummaruskerk (Steenbergen)
De Sint-Gummaruskerk is een rooms-katholieke kerk in de Nederlandse stad Steenbergen.

## Geschiedenis
Hoewel het gebouw van de huidige Sint-Gummaruskerk dateert uit 1901, werd de eerste kerk in Steenbergen reeds gesticht in de late 13e eeuw. Deze vroege kerk, waar geen afbeeldingen van bekend zijn, werd omstreeks de periode 1505-1510 vervangen door een lange gotische kruiskerk die was gewijd aan Jakobus de Meerdere: de Sint-Jacobskerk.
Tijdens de Tachtigjarige Oorlog werd deze Sint-Jakobuskerk ontluisterd en kreeg een nieuwe bestemming als barak. Als Staatse stad kreeg Steenbergen een protestants bestuur, dat katholieke erediensten verbood. De Sint-Jakobuskerk werd overgenomen door de protestantse gemeenschap. In 1820 is deze kerk gesloopt en vervangen door de huidige Witte Kerk.
De katholieken hielden in de boerenschuren rondom Steenbergen hun diensten tot 1707, toen er een schuilkerk (opgedragen aan de heilige Gummarus van Lier) in de Kleine Kerkstraat werd opgericht.
In de 19e eeuw kregen de katholieken in het zuiden van Nederland meer vrijheid om hun godsdienst vrij te belijden. Dat leidde in heel Noord-Brabant tot de bouw van nieuwe kerken. Zo ook in Steenbergen, waarin 1831 midden op de Grote Markt een kerk werd gebouwd, wederom vernoemd naar Sint-Gummarus. Deze kerk werd echter te klein bevonden. In 1900 werd begonnen met de bouw van een nieuwe kerk, de huidige, die in 1901 voltooid werd.
Tijdens de Tweede Wereldoorlog raakte de kerk zwaar beschadigd bij de bevrijding van Steenbergen en Welberg eind 1944. De Gummaruskerk, die een enorm uitzicht over de gehele West-Brabantse regio bood, werd opgeblazen. Alle torens stortten in, het schip brandde compleet uit en al het glaswerk ging verloren.
De restauratie begon in 1946. In 1949 werd het dak over het schip hersteld, waardoor er voor het eerst in vijf jaar weer een kerstmis in de kerk kon worden gehouden. Medio jaren vijftig waren de hoektorens weer herbouwd en in 1960 was ten slotte ook de vieringtoren voltooid.

## Naam
De specifieke redenen omtrent de keuze om Sint-Gummarus (naar traditie de patroonheilige van het huwelijk en botbreuken) als beschermheilige van de eerst Gummaruskerk in 1707 te kiezen zijn niet bekend. Voor de overige Gummaruskerken is dit echter een symbolische verwijzing naar de (openlijke) terugkeer van de Katholieke Kerk in Steenbergen. In het Steenbergs dialect wordt de kerk D'n Gum genoemd.

## Ontwerp

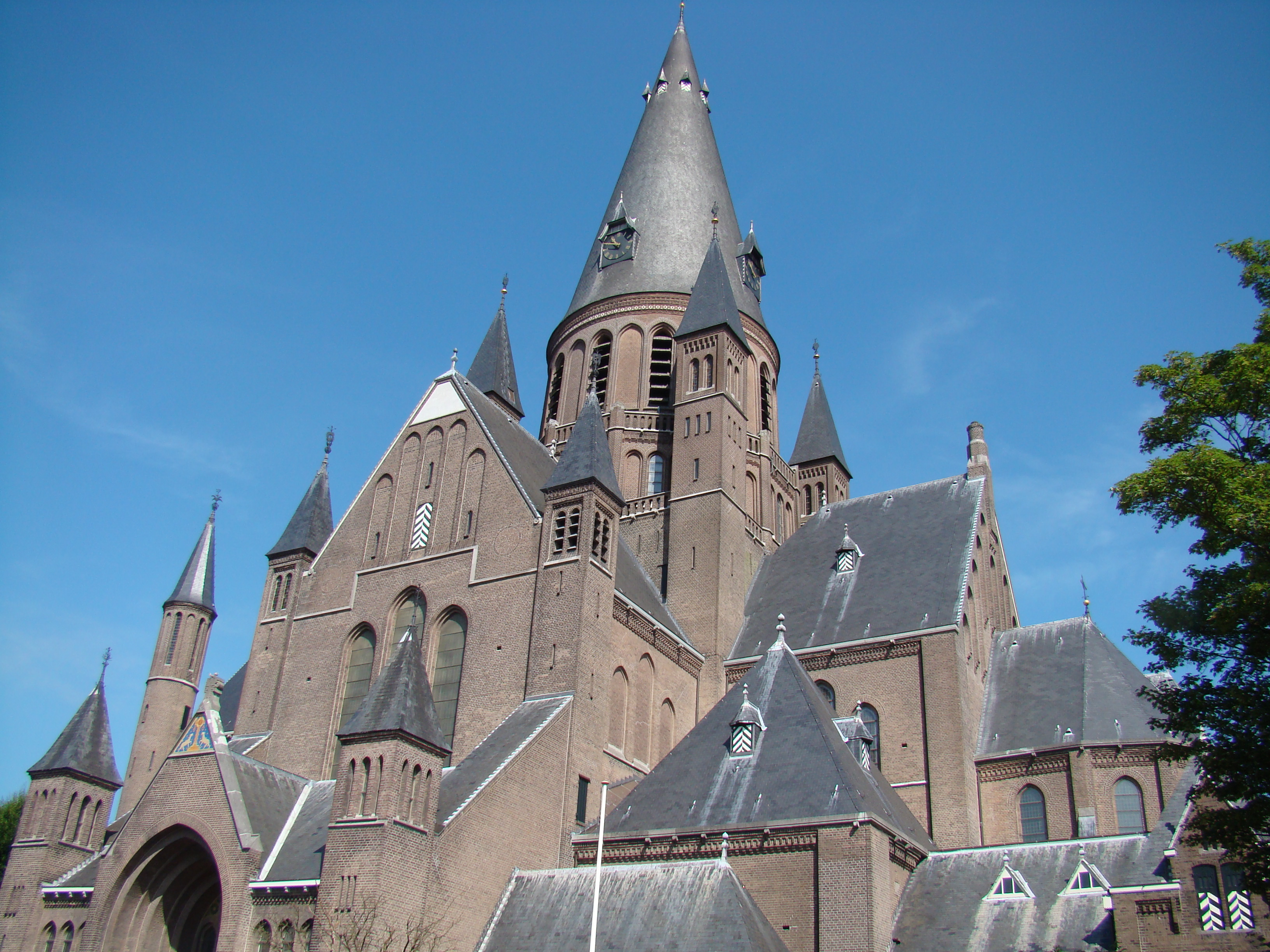
Sint-Gummaruskerk (2010)

De kerk is gebaseerd op een schets van de beroemde architect Pierre Cuypers, maar is verder uitgewerkt door Joseph Cuypers en Jan Stuyt. Deze bouwden een neogotische kerk met enkele neoromaanse kenmerken. De Sint-Gummaruskerk is zeer robuust, en de ware omvang van het gebouw is niet goed zichtbaar naarmate men dichter tot het gebouw komt.
Hoewel gebouwd op 1100 houten heipalen, blijkt het gebouw te zwaar voor de ondergrond en begint het te verzakken. Om dit te stoppen worden in 1928 extra kapellen en nissen bij het gebouw gevoegd om zo het relatieve oppervlak groter te maken en het gewicht van de kerk beter te spreiden. Dit lukt en de verzakking stopt. Desalniettemin is vanaf de zuidzijde van de Markt nog steeds zichtbaar hoe de kerk enkele tientallen centimeters de grond in is gedrukt.
De vieringtoren is 83 meter hoog, en de Sint-Gummaruskerk is daarmee de op twee na hoogste kerk van Noord-Brabant, na de Sint-Joriskerk in Eindhoven en de Grote Kerk in Breda. De toren, die op afspraak toegankelijk is, biedt een enorm uitzicht; en bij helder weer kan de hoofdtoren van de Onze-Lieve-Vrouwekathedraal in Antwerpen gezien worden. 
Bij de kerk werd in 1929 een Heilig Hartbeeld geplaatst.

## Klokken
De Sint-Gummaruskerk beschikt over een viertal kerkklokken die zich allemaal in de vieringtoren bevinden. De huidige klokken (de 4 oude klokken werden alle tijdens de Tweede Wereldoorlog door de Duitsers geroofd en niet meer teruggevonden), luiden tijdens (ere)diensten, maar worden bij het aangeven van de tijd gehamerd. De Mariaklok is iedere dag te horen om 12:00u en 18:00u. De klokken, in volgorde van grootte, zijn:
- Jacobus. Randschrift: Laudo Deum (Latijn: Ik loof God)
- Gummarus. Randschrift: Convoco vivos, plango mortuos (Ik roep de levenden, ik betreur de doden)
- Maria. Randschrift: Nuntia Maria (Ik boodschap Maria)
- Adrianus. Randschrift: Shalom (Hebreeuws: Vrede)